# 安地列斯彎鮃
安地列斯彎鮃為輻鰭魚綱鰈形目鰈亞目牙鮃科的其中一種，為深海魚類，分布於中西大西洋巴拿馬海域，棲息深度412-458公尺，生活習性不明。

## 扩展阅读
維基物種上的相關：安地列斯彎鮃